# Gussola
Gussola är en ort och kommun i provinsen Cremona i regionen Lombardiet i Italien. Kommunen hade 2 710 invånare (2018).